# Воррен (округ, Міссурі)
Шаблон:StateAbbr_ 38°46′ пн. ш. 91°10′ зх. д. / 38.77° пн. ш. 91.16° зх. д.
Округ  Воррен (англ. Warren County) — округ (графство) у штаті Міссурі, США. Ідентифікатор округу 29219.

## Історія
Округ утворений 1833 року.

## Демографія
За даними перепису 
2000 року 
загальне населення округу становило 24525 осіб, зокрема міського населення було 5277, а сільського — 19248.
Серед мешканців округу чоловіків було 12178, а жінок — 12347. В окрузі було 9185 домогосподарств, 6892 родин, які мешкали в 11046 будинках.
Середній розмір родини становив 3,05.
Віковий розподіл населення поданий у таблиці:
| Стать    | До 15 років | 15-21 | 22-29 | 30-39 | 40-49 | 50-65 | 65-85 | Понад 85 |
| -------- | ----------- | ----- | ----- | ----- | ----- | ----- | ----- | -------- |
| Чоловіки | 2789        | 1142  | 1010  | 1779  | 2009  | 2032  | 1323  | 94       |
| Жінки    | 2644        | 1152  | 993   | 1861  | 1880  | 2048  | 1543  | 226      |

## Суміжні округи
- Лінкольн — північ
- Сент-Чарлз — схід
- Франклін — південь
- Ґасконейд — південний захід
- Монтгомері — захід

## Виноски
1. ↑  U.S. Decennial Census. United States Census Bureau. Архів оригіналу за 4 квітня 2018. Процитовано 22 листопада 2014.
2. ↑  Historical Census Browser. University of Virginia Library. Архів оригіналу за 11 серпня 2012. Процитовано 22 листопада 2014.
3. ↑  Population of Counties by Decennial Census: 1900 to 1990. United States Census Bureau. Архів оригіналу за 3 грудня 2014. Процитовано 22 листопада 2014.
4. ↑  Census 2000 PHC-T-4. Ranking Tables for Counties: 1990 and 2000 (PDF). United States Census Bureau. Архів оригіналу (PDF) за 18 грудня 2014. Процитовано 22 листопада 2014.
5. ↑  State & County QuickFacts. United States Census Bureau. Архів оригіналу за 22 липня 2011. Процитовано 14 вересня 2013.(англ.) Наведено за англійською вікіпедією.
6. ↑  American FactFinder. Бюро перепису населення США. Архів оригіналу за 26 лютого 2012. Процитовано 31 січня 2008.

| США | Це незавершена стаття з географії США. Ви можете допомогти проєкту, виправивши або дописавши її. |